# Pîsarivșciîna, Hadeaci
Pîsarivșciîna (în ucraineană Писарівщина) este un sat în comuna Bilencenkivka din raionul Hadeaci, regiunea Poltava, Ucraina.

## Demografie
Componența lingvistică a localității Pîsarivșciîna
     Ucraineană (99,12%)
     Alte limbi (0,88%)
Conform recensământului din 2001, majoritatea populației localității Pîsarivșciîna era vorbitoare de ucraineană (99,12%), existând în minoritate și vorbitori de alte limbi.